# Krukow (Lauenburg)
Krukow er en kommune i det nordlige Tyskland, beliggende i Amt Lütau i den sydøstlige del af Kreis Herzogtum Lauenburg. Kreis Herzogtum Lauenburg ligger i delstaten Slesvig-Holsten.

## Geografi
Krukov ligger ca. tre kilometer nord for floden Elben, omkring 6 kilometer øst for byen Geesthacht og syv kilometer nordvest for Lauenburg. Ud over Krukow ligge Bohnenbusch og Thömen i kommunens område.